# Casa de Los Herrero
La Casa de Los Herrero es una antigua casona y capilla de recreo situada en Ciaño, en el concejo asturiano de Langreo (España). Se encuentra en el Listado de Patrimonio Industrial del Principado.

## Descripción
La vivienda fue levantada en el denominado Jardín de Pumarín en 1897. Se construyó como villa de recreo para la familia del propietario de las minas Herrero Hermanos, Policarpo Herrero Vázquez (fundador del Banco Herrero), que tenían en el vallejo de Santa Ana (Ciaño) varias explotaciones mineras. Posteriormente pasó a ser vivienda de capataces de la empresa, siendo absorbida por Duro Felguera en 1902, que pasó a ser propietaria de las pertenencias mineras así como de las viviendas de ésta. 
Con el paso del tiempo, la vivienda de dividió en 4 alojamientos diferentes, con lo cual se fue reformando y añadiendo accesos. Se trata de un inmueble que sigue las pautas de la arquitectura tradicional asturiana, con un destacado cuerpo de galería acristalada. El ladrillo visto se utiliza para la decoración en esquinas e impostas. Adosada a la vivienda se encuentra una pequeña capilla. Éstas se cubre a dos aguas con armaduras de madera, destacando en su sencilla fachada un óculo y espadaña. Su interior tiene bóveda de cañón y un pequeño altar, en estado ruinoso. 
Se accede a la finca mediante una monumental puerta con verja de fundición.